# Kim Chon-man
Kim Chon-man (김천만?, Kim Ch'ŏnmanMR; 20 ottobre 1987) è un tuffatore nordcoreano. Ha rappresentato la Corea del Nord ai Giochi olimpici di Pechino 2008.

## Biografia
Ai Giochi olimpici di Pechino 2008 ha gareggiato nei tuffi dalla piattaforma 10 metri dove ha concluso al ventiduesimo posto.
L'anno seguente si è qualificato ai Campionati mondiali di nuoto di Roma 2009 nel concorso della piattaforma 10 metri, concludendo con l'eliminazione nel turno qualificatorio con il ventiduesimo posto con 394,30 punti.

## Palmarès
- Giochi asiatici

Doha 2006: argento nella piattaforma 10 m sincro;
Canton 2010: bronzo nella piattaforma 10 m sincro;